# Ex Sanatorio Laennec

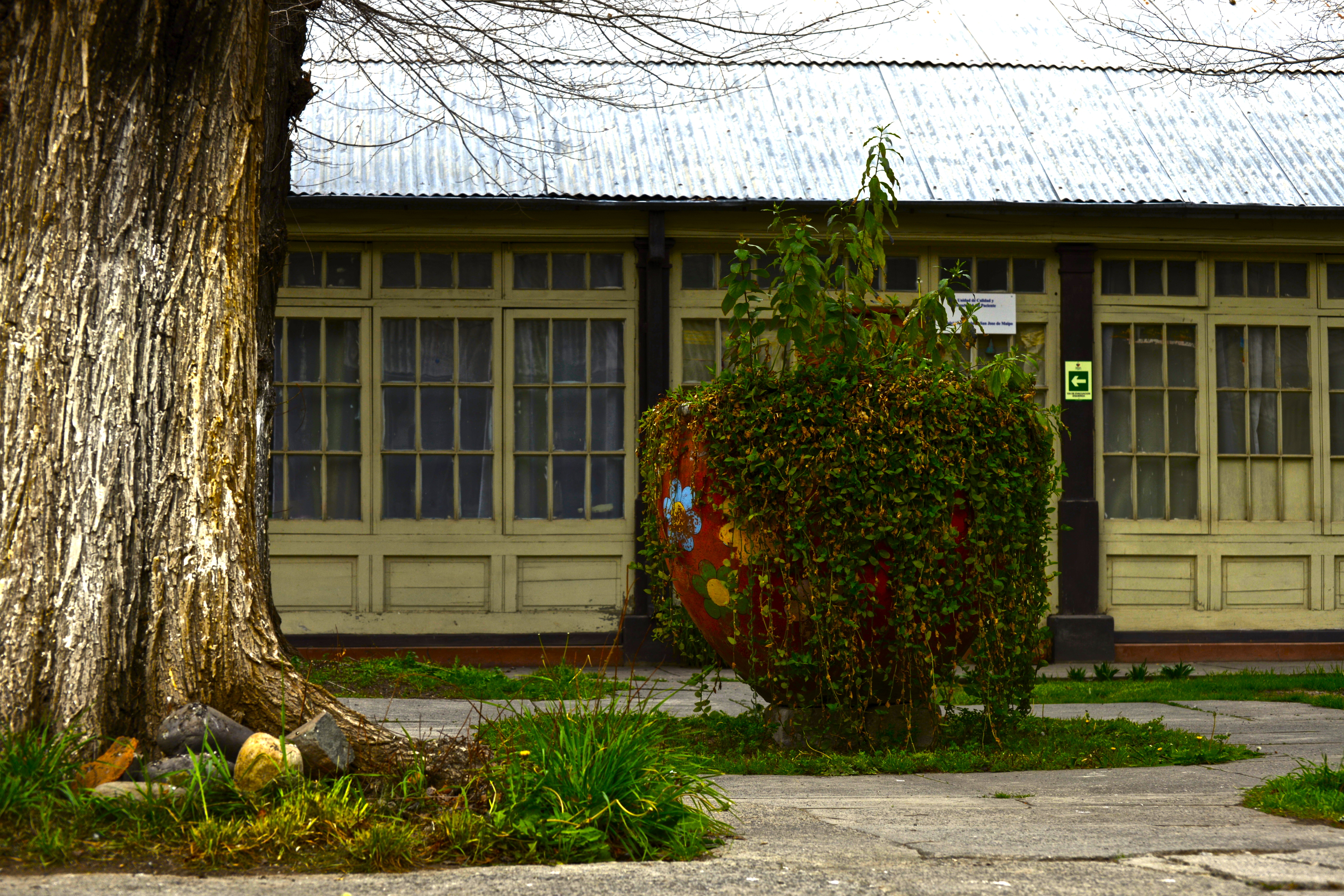
Vista del jardín interior del monumento

El ex Sanatorio Laennec se ubica en la comuna de San José de Maipo en la región Metropolitana de Santiago, Chile. Es un complejo arquitectónico compuesto por dos edificios de diferentes épocas y estilos. Se declaró Monumento Nacional de Chile, en la categoría de Monumento Histórico, mediante el Decreto Exento N.º 780, 29 de agosto de 2002.

## Historia
El primer edificio se construyó entre 1894 y 1896 como Hotel Francia. Estaba orientado para fines turísticos, así como para la recuperación de pacientes con enfermedades respiratorias. Su propietario, Emilio Goujon Fournier, de nacionalidad francesa, vio en la comuna de San José de Maipo características climáticas y geográficas similares a las de los Alpes, o sea, favorables para tratar a enfermos pulmonares. El hotel fue especialmente relevante en el cuidado de pacientes con tuberculosis, enfermedad infecciosa bastante común en la época.
A comienzos de la década de 1930 el edificio y su terreno es cedido a la Caja del Seguro Obrero, organización que se encargaba de la previsión social de la salud en esos años. Así, el establecimiento pasó a llamarse Sanatorio Laennec, en honor al médico francés René Laënnec, el primer tisiólogo que realizó operaciones al pulmón. A poco andar se volvió evidente la necesidad de ampliar el sanatorio por el aumento en el número de pacientes con tuberculosis. En 1926 el Seguro Obrero construyó el segundo edificio del complejo.
Con la creación del Servicio Nacional de Salud en 1954, el sanatorio pasa a manos de esta organización. El establecimiento sigue atendiendo pacientes hasta 1976, año en que son trasladados a la Casa de Salud de Mujeres Carolina Doursther.

## Descripción
El complejo arquitectónico se ubica en el centro histórico de la comuna de San José de Maipo, frente a la Plaza de Armas. Abarca una manzana completa, es decir 10 000 metros cuadrados. Este constituido por dos edificios de diferentes épocas y estilos constructivos que ocupan una superficie de 5200 metros cuadrados. La primera construcción está hecha de adobe y posee un estilo neoclásico que se evidencia en la fachada sur. Posee una planta en forma de «F» y ocupa un área de 1500 metros cuadrados. La cubierta es de fierro galvanizado y tiene dos aguas.
El segundo edificio tiene una armadura de hormigón armado y albañilería reforzada. La construcción posee un estilo más moderno, con líneas más simples y estructuras de hormigón armado. La estructura es de dos a tres pisos y posee una forma de «C».